# Елсвікські крейсери
Наприкінці 19 століття і в перші роки 20 ст неформальний термін «ельсвікські крейсери» використовувався для захищених та броньованих крейсерів, побудованих британською приватною корабельнею Armstrong Whitworth в Елсвіку. Ці кораблі стали подальшим розвитком крейсерів Армстронга-Рендела, які своєю чергою, були збільшеними швидкохідними варіантами канонерок Рендела. Нині Елсвік є районом Ньюкасл-апон-Тайн на північно-східному узбережжі Англії.
Ці крейсери мали високі бойові якості завдяки потужній артилерії та широкому застосуванню останніх технічних досягнень, водночас відносно дешеві за рахунок обмежених розмірів та меншого рівня захисту були доступними по ціні для непершорядних морських держав, у  флотах яких часто виконували функцію основних кораблів. Проєкти цих побудованих Армстронгом крейсерів  розробляли видатні британські корабели, такі як Джордж Рендел, Вільям Вайт, Філіп Вотс. Два останніх пізніше стали директорами військово-морського будівництва комітету Адміралтейства, по суті головними конструкторами Королівського флоту.

## Кораблі
- «Асама» (Японія)
- «Альміранте Баррозо» (Бразилія)
- «Баїя» (два крейсери типу) (Бразилія)
- «Буенос-Айрес» (Аргентина)
- «Вейнтісінко де Майо» (Чилі)
- «Гамідіє» (Османська імперія)
- «Догалі» (Італія)
- «Дон Карлос I» (Португалія)
- «Ідзумо» (Японія)
- «Елізабет» (Румунія)
- «Есмеральда»   (Чилі)
- «Есмеральда» ІІ (Чилі)
- «Міністро Сентено» (Чилі)
- «Новий Орлеан» (два крейсери типу) (США)
- «Нуеве де Хуліо» (Аргентина)